# Vikszai járás

A Vikszai járás a Nyizsnyij Novgorod-i területen

A Vikszai járás (oroszul Городской округ г. Выкса) Oroszország egyik járása a Nyizsnyij Novgorod-i területen. Székhelye Viksza.

## Népesség
- 2010-ben 84 542 lakosa volt, melynek 98,3%-a orosz.